# Rosa de la calle (telenovela)
Rosa de la calle fue una telenovela venezolana producida y transmitida por Venezolana de Televisión en el año 1982. Fue protagonizada por Amanda Gutiérrez y Arnaldo André, con las participaciones antagónicas de Mirtha Pérez, Eliseo Perera, Mimí Lazo y el primer actor Luis Salazar, y actuación especial de María Cristina Lozada. Fue una historia original, escrita por Mariela Romero, y dirigida por Armando Gota y Ramón Tovar.

## Trama
Rosa (Amanda Gutiérrez) sale de prisión tras ser acusada injustamente de robo, gracias a la ayuda de Isaías Peña (Eliseo Perera) quien le pagó el abogado que la defendió y consiguió que la absolvieran. La muchacha regresa a casa de doña Carmen (Bertha Moncayo), la mujer que la crío desde niña, después que Consuelo (María Cristina Lozada), madre biólogica de Rosa, fue abanonada por su pareja cuando estaba embarazada de ella. Rosa decide, siguiendo el consejo de Lidia (Yolanda Muñoz), su querida amiga, inscribirse en una escuela nocturna para obtener su diploma. Y así conoce a Alejandro (Arnaldo André), su profesor, con quien inicialmente no tiene una buena relación porque la chica, no presente en la lista de alumnos, no quiere revelarle su apellido. El profesor le dice en broma que la llamará "Rosa del jardín" y ella lo responde furiosamente, diciéndole que en todo caso ella es una "Rosa de la calle".
A partir de este momento surgen diversas discusiones entre Rosa y Alejandro que, sin embargo, esconden una atracción mutua. Alejandro está comprometido con Rosalía (Mimí Lazo), una joven mimada y apasionada de la moda que suele frecuentar la casa de Consuelo, una estilista que mantiene una relación desde hace años con Isaías, el hombre que ayudó a Rosa a salir de prisión. Isaías no está enamorado de Consuelo, quien en cambio lo perdona por cada escapada, esperando que algún día decida quedarse a su lado. Además, Isaías es un usurero y está obsesionado con la idea de casarse con Rosa, quien, sin embargo, no le corresponde y sólo intenta conseguir el dinero para saldar la deuda que tiene con él, para ya no tener ningún tipo de vínculo. Rosa encuentra trabajo en un restaurante italiano, el "Palermo", gracias al cual puede pagar sus clases en escuela nocturna.
Al asistir a cursos impartidos por el profesor Alejandro, Rosa se enamora de él y los dos empiezan a salir.
Alejandro, sin embargo, está comprometido con Rosalía Álamo quien, cuando descubre la traición del joven, hace todo lo posible para hacerle la vida imposible a Rosa, consiguiendo que la expulsen de la escuela y, gracias a la ayuda de una amiga suya, también del restaurante. Lo que ambas desconosen es que son hermanas, porque padre de Rosalía, Adolfo Álamo (Luis Salazar) fue quien abandono a Consuelo siendo esta embarazada de él. Por suerte Rosa encuentra trabajo como modelo en el atelier de Consuelo, quien le toma mucho cariño.

## Reparto
- Amanda Gutiérrez ... Rosa Barrios/Rosa Sánchez
- Arnaldo André ... Alejandro Márquez
- Mirtha Pérez ... Magaly Contreras
- Juan Iturbide ... Prof. Augusto Tamayo
- María Luisa Lamata ... Doña Ángela Márquez
- Mimí Lazo ... Rosalía Álamo
- Bertha Moncayo ... Doña Carmen Barrios
- Eliseo Perera ... Isaías Peña
- María Cristina Lozada ... Consuelo Sánchez
- Luis Salazar ... Don Adolfo Álamo
- Graciela Alterio ... Beatriz Contreras
- Marcos Campos ... Diego Rodríguez
- Cynthia Lavalle ... Giovanna
- Yolanda Muñoz ... Lidia
- Blanca Pereira ... Marissa Núñez
- Margaret Zagatti ... Dulce María Márquez
- Manuel Poblete ... Asdrúbal
- Carlos Mata ... Ricardo Peña
- María de Lourdes Devonish ... Stella
- José Rubens ... Marcelo
- Humberto Morado ... Petronio
- Chela Atencio
- César Castillo López
- Malú del Carmen
- María Escalona
- Juan Galeno
- Isabel Hungría
- Herman Lejter
- Alberto Istúriz
- Arturo Maitín
- Katiuska Martínez
- Adelina Morales
- José Núñez
- Eva Villasmil
- Rosa Columba
- Mariluz Hernández
- Néstor Lanzilota
- Silverio Rodríguez
- Octavio Espinoza
- Elías Zurita

## Versiones
- En el año 1995 la cadena Venevisión realizó una versión muy libre y alargada, con el título "Pecado de amor", protagonizada por Karina y Víctor Cámara.